# Der Sturz der rebellierenden Engel
Der Sturz der rebellierenden Engel (auch Sturz der gefallenen Engel oder Engelssturz genannt) ist ein 1562 von Pieter Bruegel dem Älteren gefertigtes Ölgemälde des biblischen Höllensturz-Themas. Das Bild zeigt die Engel Gottes in heller Kleidung und in schimmernden Rüstungen im Kampf gegen ein Gewimmel von dämonischen Wesen mit grotesk verzerrten Gesichtern. Mehrere Engel tragen blutverschmierte Schwerter oder Lanzen, andere blasen Posaunen. Die Ungeheuer sind dargestellt als Chimären mit realistisch wiedergegebenen Charakteristika von Salamandern, Lurchen, Fischen oder Insekten.
Das Werk steht in einer langen künstlerischen Tradition. Derartig komplizierte Kompositionen aus ineinander verschlungenen Körpern hatte etwa bereits der spätgotische Maler Martin Schongauer entworfen. Mischwesen mit Körperteilen, die exakte Abbildung aus dem Tierreich sind, zählen zum Schaffen Hieronymus Boschs.
Die 117 Zentimeter hohe und 162 Zentimeter breite Eichentafel befindet sich heute in den Königlichen Museen der Schönen Künste in Brüssel. Sie ist unten links signiert und datiert mit „M.D.LXII / BRVEGEL“.